# 莫離支
莫離支（韓語：막리지），新唐書作大對盧（대대로）、隋書作太大兄（태대형），是高句麗的最高官職，意思即是攝政、宰相或國相，相等於今日的國務總理。自渊盖苏文夺权后，改稱呼作莫離支。

## 著名的莫离支
据《三国史记》记载，高句丽末期，從淵子遊起的四代：即其兒子渊太祚、兩位孫兒渊盖苏文與淵淨土、三位曾孫淵男生、淵男建與淵男产，七人均是高句丽的莫离支。及至渊盖苏文弑君荣留王摄政後，更自封为大莫离支。泉男生ㆍ泉男建ㆍ泉男产自封为太大莫离支(即最高攝政)。